# الفلاحون (فلم)
الفلاحون (بالبولندية: Chłopi) هو فيلم رسوم متحركة للكبار درامي تاريخي من إخراج وسيناريو دي كيه ويلشمان وهيو ويلشمان. مقتبس من رواية للكاتب فواديسواف ريمونت تحمل نفس الاسم حائزة على جائزة نوبل للأدب، تم إنتاج الفيلم باستخدام تقنية الرسوم المتحركة المرسومة. الفيلم من بطولة كاميلا أورزودوفسكا. وهو إنتاج مشترك بين بولندا وصربيا وليتوانيا.
عرض عالميا لأول مرة في مهرجان تورونتو السينمائي الدولي.

## القصة
الفيلم مثل الرواية ، مقسم إلى أربعة أجزاء تتوافق مع كل فصل من الفصول الأربعة. تدور الأحداث في مطلع القرن العشرين، على مدار عام واحد، في قرية ليبسي. تبدأ القصة بفصل الخريف وتنتهي بفصل الصيف.

## الممثلون
- كاميلا أورزودوفسكا بدور: جغنا
- روبرت جولاكزيك بدور: أنتيك بورينا
- ميروسلاف باكا بدور: ماسيج بورينا
- سونيا ميتيليكا بدور: هانكا بورينوا
- إيوا كاسبرزيك بدور: دومينكوا
- سيزاري لوكاسزيفيتش
- ماوغورزاتا كوزوخوفسكا
- سونيا بوهوسيفيتش بدور: زوجة العمدة
- دوروتا ستالينسكا بدور: جاغوستينكا
- أندريه كونوبكا بدور: العمدة
- مارسين روسين
- ماسيج موسيال

## الإنتاج
تم إنتاج الفيلم باستخدام تقنية الرسوم المتحركة المرسومة على مدى خمس سنوات، على غرار الفيلم السابق للثنائي ويلشمان فينسنت المحب. تم تصوير الفيلم في البداية مع الممثلين، ثم قام أكثر من مائة رسام في أربعة استوديوهات في بولندا وليتوانيا وأوكرانيا وصربيا برسم لوحات زيتية بناءً على اللقطات التي أصبحت إطارات في الفيلم. ثم عمل رسامو الرسوم المتحركة على استكمال اللوحات لجعل الفيلم بأكمله سلسًا. أمضى الفنانون أكثر من 200,000 ساعة في العمل على المشروع.
يعرض الفيلم أعمالًا من مطلع القرنين التاسع عشر والعشرين، مع التركيز على الفنانين الشباب البولنديين. يتضمن تفسيرات لأعمال فنانين مثل جوزيف تشيلمونسكي وفرديناند روسزكزيك وليون فيتشوكوسكي.تشمل أعمال جوزيف تشيلمونسكي التي تمت الإشارة إليها في الفيلم ما يلي:

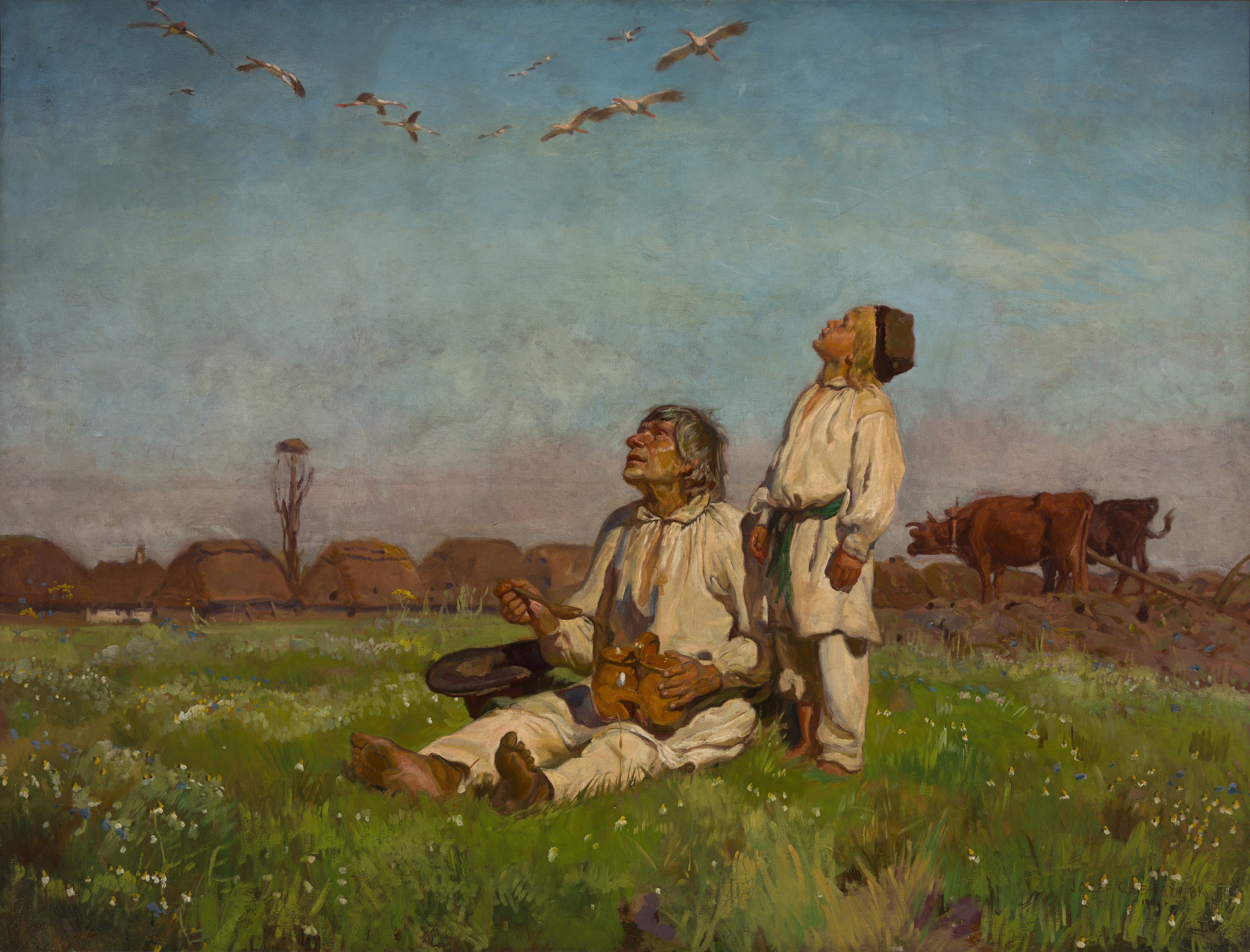
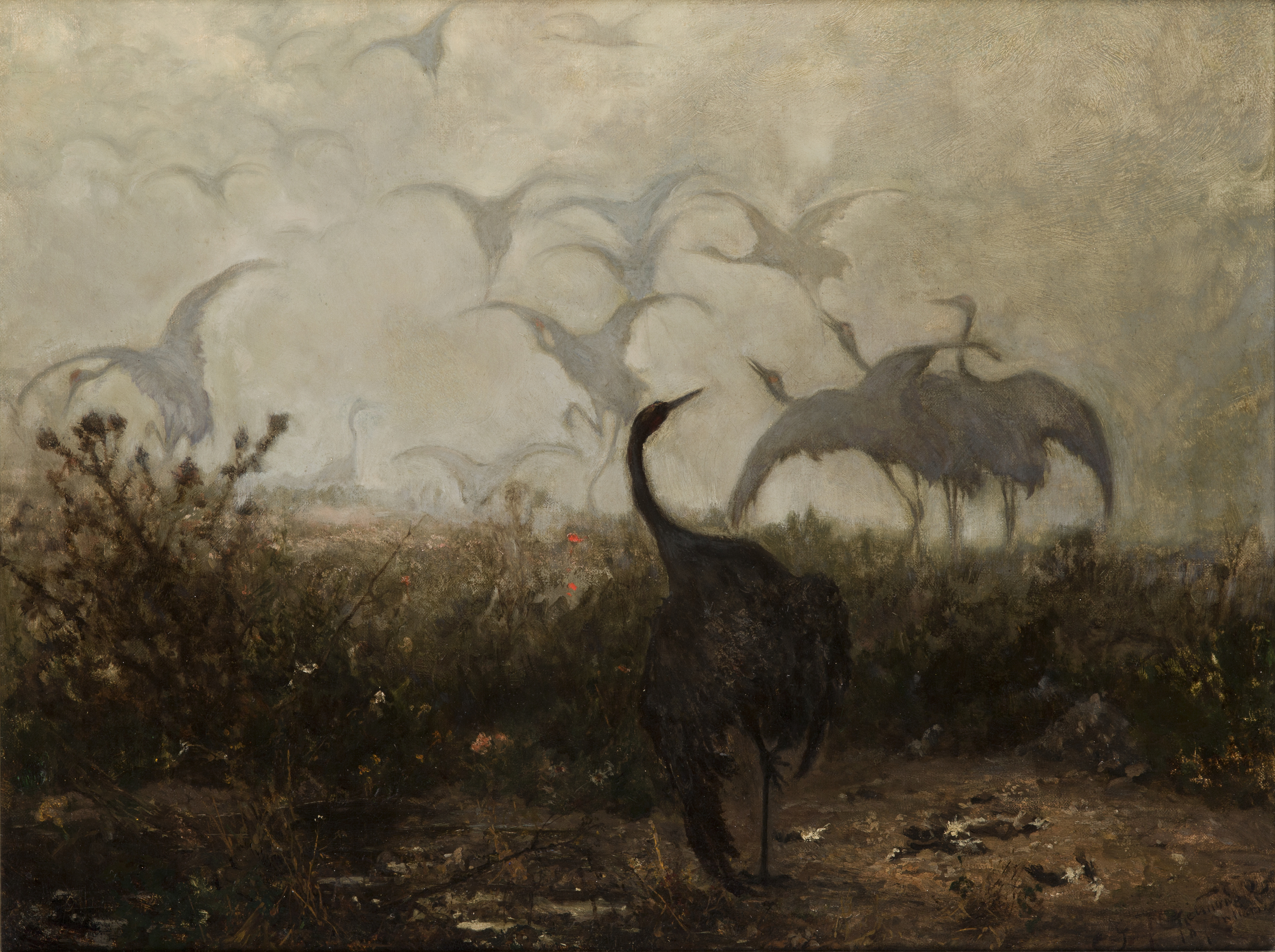
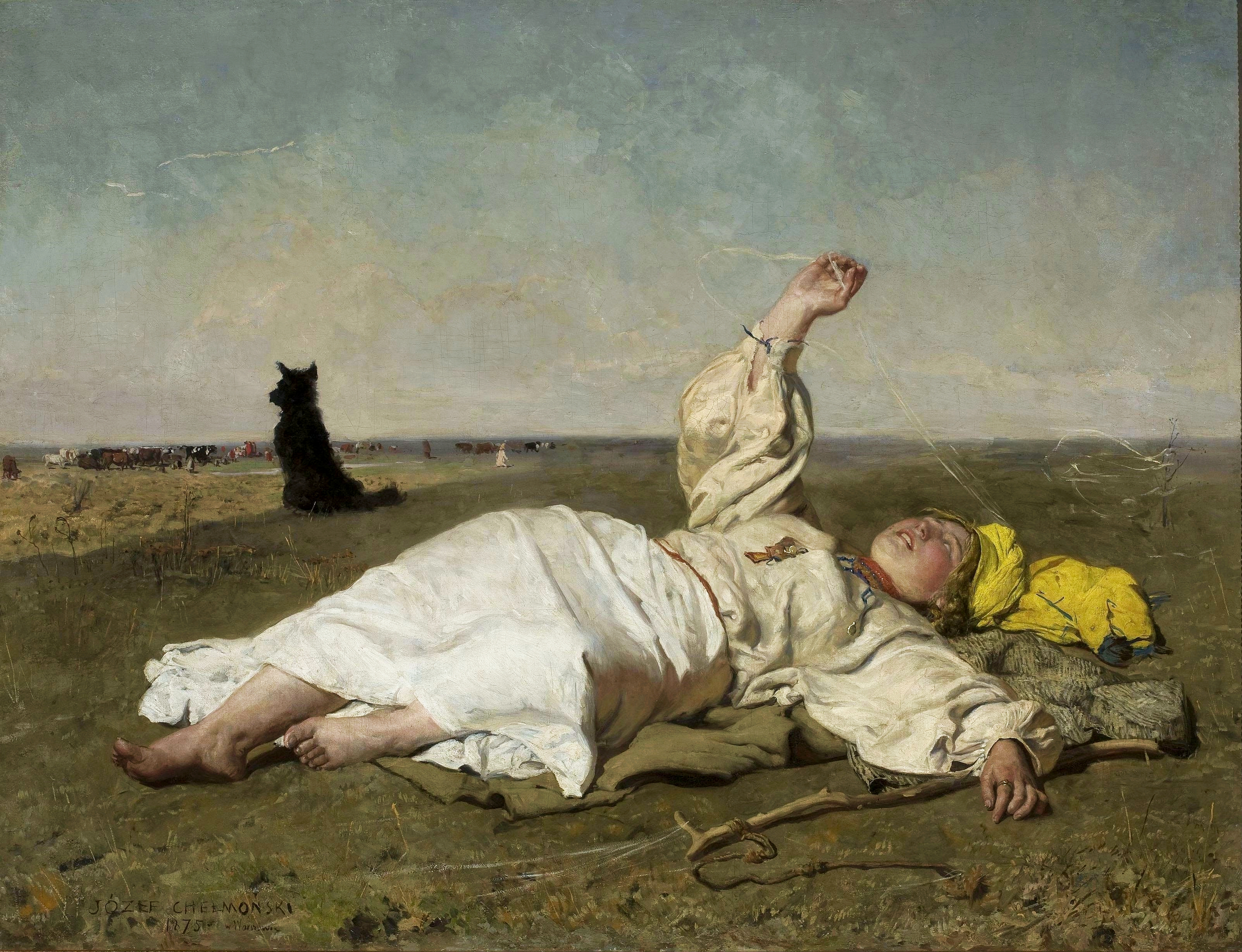

## روابط خارجية
- مقالات تستعمل روابط فنية بلا صلة مع ويكي بيانات